# Blas Sánchez
Blas Sánchez Orozco (Juanacatlán, 1943 – Juanacatlán, 1999) è stato un calciatore messicano di ruolo portiere.

## Caratteristiche tecniche
Era un leader in campo, abile nell'uscire e nel gioco aereo oltre ad essere bravo nel posizionarsi.

## Carriera
Si forma nell'Atlas e ha la prima esperienza nella serie cadetta messicana con il Mapaches Salamanca.
Dal 1962 al 1968 è in forza all'Irapuato, con cui esordisce nella massima serie messicana nella stagione 1963-1964, ottenendo il quarto posto finale. 
Gioca poi sino al 1972 nel Laguna, sempre nella massima serie messicana. Chiude la sua carriera nel massimo campionato messicano al termine del torneo 1972-1973, giocato in forza al Pumas UNAM.
Nella stagione 1974 viene ingaggiato per volontà dell'allenatore Alex Perolli dagli statunitensi del L.A. Aztecs, neonata franchigia della NASL, con cui, dopo aver vinto la Western Division, giunge a disputare la finale del torneo, giocata da titolare e vinta ai rigori contro i Miami Toros.
Nella stagione 1975 segue Perolli ai S.A. Thunder, con cui però non riesce ad accedere alla fase play off del torneo nordamericano.
Tornato in patria gioca nei dilettanti del Club Juanacatlán, di cui fu anche dirigente.
È morto nel 1999 a causa di un incidente stradale.

## Palmarès
- Campionato NASL: 1

Los Angeles Aztecs: 1974